# Leoni al sole (singolo)
Leoni al sole è un singolo del gruppo musicale italiano The Kolors, pubblicato l'8 ottobre 2021.

## Descrizione
Il brano è stato scritto dal frontman Antonio "Stash" Fiordispino insieme a Tommaso Paradiso, Dardust e Vanni Casagrande.

## Video musicale
In concomitanza con l'uscita del singolo è stato reso disponibile sul canale YouTube il video, diretto da Marc Lucas e prodotto da Borotalco TV.

## Tracce
Testi di Tommaso Paradiso e Vanni Casagrande, musiche di Dario Faini e Antonio Fiordispino.
1. Leoni al sole – 2:57